# Partiet för miljöskydd och medbestämmande (Båstad)
Partiet för miljöskydd och medbestämmande var ett politiskt parti som erhöll 2 mandat i valet till kommunfullmäktige i Båstads kommun 1979.